# گروک بالا (جاسک)
گروک بالا، روستایی در دهستان گنگان بخش مرکزی شهرستان جاسک در استان هرمزگان ایران است.نام این روستا به زبان محلی دلوک بالا هست.
مردم این روستا به زبان بلوچی صحبت میکنند.

## جمعیت
بر پایه سرشماری عمومی نفوس و مسکن در سال ۱۳۹۵، جمعیت این روستا برابر با ۲۹۶ نفر (۸۲ خانوار) بوده‌است.